# 深谷知博
深谷 知博（ふかや ともひろ、1988年4月1日 - ）は、静岡県出身の競艇選手。
登録番号4524。身長162cm。血液型A型。103期。静岡支部所属。
同期に古澤光紀、黒井達矢、北山康介、清水沙樹、小野生奈らがいる。
妻は大阪支部の競艇選手である鎌倉涼。

## 来歴
- やまと競艇学校時代、リーグ戦勝率8.23（準優出7、優出5、第2戦・第5戦優勝）の成績を残し、卒業記念競走へ優出（2着）した。優勝はできなかったが、リーグ戦勝率第1位の高成績だった。
- 2008年11月15日、浜名湖競艇場でデビューし、初出走で初勝利。
- 2009年3月29日、浜名湖競艇場での「年度末謝恩アタック」で初優出（2着）。
- 2011年11月15日、芦屋競艇場での「オータムカップ」で初優勝（4号艇 5コースからのまくり）。
- 2012年1月24日、芦屋競艇場での「G1共同通信社杯 第26回新鋭王座決定戦競走」にG1初出場。同日7RでG1初勝利。
- 2020年10月25日、大村競艇場で開催された「SG第67回全日本選手権」においてSG初優出（1号艇）・初優勝。
- 2022年7月10日、下関競艇場において開催された第4回競艇甲子園を制し、初のG2を獲得。
- 2022年11月27日、鳴門競艇場において開催されたSG第25回競艇王チャレンジカップを6号艇から1周2Mで逆転の差しを決めて、SG2度目の優勝。
- 2023年12月24日、住之江競艇場において開催されたSG第38回グランプリシリーズを2号艇からまくりを決めて、SG3度目の優勝。